# Herbrand B3/H0
Herbrand B3/H0 – wagon tramwaju konnego wyprodukowany przez Wagonfabrik A.G. vorm. Paul Herbrand et C-ie. Köln-Ehrenfeld.
Wagony tego typu pojawiły się w Poznaniu w lipcu 1880 roku, i obsługiwały poznańskie torowiska do 1898. Obsługa składała się z woźnicy i konduktora. Część wagonów przebudowano na wagony doczepne do składów elektrycznych. I jako wagony doczepne jeździły do połowy lat 20 XX wieku. Część z nich wykorzystywano potem jako tabor techniczny. Egzemplarz tego wagonu jest odrestaurowany i znajduje się w Poznaniu. Remonty przechodził w 1960 i 1980 roku. Ostatni generalny remont przeszedł w połowie lat 90 XX wieku. Obecnie jest użytkowany i prezentowany w czasie różnych wydarzeń w Poznaniu.

## Występ w filmie
Tramwaj w styczniu 2013 roku zagrał w filmie "Hiszpanka" opowiadającym o powstaniu wielkopolskim.